# Троїцька церква (Нова Забудова)
Троїцька це́рква — православний храм у Києві, в місцевості Нова Забудова, збудований у 1856—1859 роках за проєктом архітектора Павла Спарро замість розібраної у 1858 році Троїцької церкви у Старому місті. У 1911 році біля Троїцької церкви почалося будівництво нового однойменного храму за проєктом архітектора Євгенія Єрмакова, проте завершенню робіт завадила Перша світова війна та прихід до влади більшовиків. Недобудовану церкву розібрали у 1918 році, стару Троїцьку церкву знищили у 1963 році «у зв'язку з реконструкцією вулиці та надання релігійній громаді права оренди іншого приміщення».
Церква стояла на розі вулиць Великої Васильківської та Жилянської, на місці багатоповерхового будинку № 51/4.
Станом на 2022 рік на місці зруйнованої церкви храму діє тимчасовий Свято-Троїцький храм Голосіївського благочиння Київської єпархії Української Православної церкви Московського патріархату і ведеться відновлення будівлі Троїцької церкви (проект Євгена Єрмакова) за затвердженим проєктом на основі збережених фотографій.

## Історія
Первісна Троїцька церква існувала у Верхньому місті з другої половини XVII століття, вона стояла на території нинішнього скверу перед готелем Hyatt Regency Kyiv, на розі поруч із сучасною вулицею Алли Тарасової. В середині XIX століття почалася розбудова Верхнього міста, зокрема, у 1854—1857 році на Софійській площі звели будівлю Присутственних місць. Паралельно почалося заселення місцевості Нова Забудова у Либідській частині Києва. Задля упорядкування парафій Верхнього міста, де було більш ніж достатньо культових споруд, і будівництва храмів у нових районах Києва київський митрополит Філарет ініціював перенесення дерев'яної Троїцької церкви з Верхнього міста до Нової Забудови. У 1852 році архітектор П. Спарро розробив проєкт храму, після чого, у 1854 році його затвердив імператор. У 1856 році почалося будівництво, яке велося за значної участі священника Євфимія Ботвиновського, церковного старости Миколи Балабухи, та інших благодійників. Первісно планували для нової церкви використати деревину з розібраної у 1858 році старої Троїцької церкви, проте ці будівельні матеріали виявилися непридатними для повторного використання, тому зі старої церкви лише перенесли до нової реліквії та церковне начиння.

### Дерев'яна церква
Нову Троїцьку церкву освятили 12 жовтня 1858 року (за іншими джерелами — 1859 року). Це була дерев'яна на мурованому фундаменті церква із дерев'яною шатровою дзвіницею; у 1865 році (або у 1880-х роках) будівлю храму обклали цеглою. Церква мала простору садибну ділянку, на якій пізніше збудували кам'яний будинок для священників, невеликий кам'яний будиночок для сторожа і дерев'яний сарай. Станом на 1865 рік парафія церкви нараховувала 613 православних мешканців обох статей, 360 римо-католиків, розкольників і лютеран, до 100 осіб юдейського віросповідання. Від Троїцької церкви отримали свої назви прилегла Троїцька площа із облаштованим у 1860 році Троїцьким базаром, Троїцький народний дім (нині — Київський театр оперети), побудований в 1902 році, а також Троїцькі лазні, що діяли з 1893 по 1990-ті роки.
Дерев'яна Троїцька церква була збудована у формах російської архітектури: хрещата у плані, із шатровим завершенням бані та дзвіниці. Основний об'єм завершувався восьмигранним барабаном із прямокутними вікнами, прикрашеними сандриками у формі карнизів, та шатровою банею із цибулястою маківкою. Над входом, на західному боці церкви була квадратна у плані дзвіниця, шатро якої прикрашали люкарни. Фасади церкви мали стриманий цегляний декор із карнизових кронштейнів, сандриків, пілястр тощо. У 1860-х—1870-х роках Троїцька церква була архітектурною домінантою цієї місцевості.
Інтер'єр Троїцької церкви прикрашав бароковий дерев'яний іконостас, виготовлений у 1760 році за проєктом архітектора Івана Мічуріна і перенесений сюди зі Старокиївської Троїцької церкви. З неї ж до нової Троїцької церкви перенесли реліквії та начиння, зокрема, ікону Божої Матері, яка первісно прикрашала Благовіщенську надбрамну церкву Золотих воріт. Головний вівтар був освячений на честь Пресвятої Трійці, бічний вівтар — на честь великомученика Пантелеймона, добудований у 1880-х роках за проєктом Володимира Ніколаєва. Наприкінці XIX століття замість дерев'яної огорожі церкву огородили новим цегляним муром із сторожкою.
У 1910-х роках причт Троїцької церкви складався з двох священників, площа церковної території — 1952 квадратних сажнів. При церкві був зведений мурований будинок причту та дерев'яний сарай.

### Проєкт будівництва мурованої церкви
На початку XX століття район Нової Забудови значно збільшився та потребував більш містку, кам'яну церкву, до того ж 1901 року неподалік від Троїцького храму римо-католицька громада збудувала величний костел святого Миколая. Того ж 1901 року був створений комітет із будівництва нової мурованої Троїцької церкви, яка мала величчю не поступатися католицькому костелу. Наступного, 1902 року комітет замовив проєкт нової церкви єпархіальному архітектору Євгену Єрмакову. За його проєктом нова Троїцька церква мала бути великою двоярусною спорудою, увінчаною п'ятьма цибулястими банями — величезною центральною на масивному барабані та чотирма меншими по кутах споруди, та з пишним декором фасадів, у якому поєднувалися б псевдоросійський стиль (кокошники, лиштви, цибулясті бані) та один із різновидів модерну — неоросійський стиль (загальне об'ємно-просторове рішення, характерні фронтони). До церкви з заходу мала прилучатися висока п'ятиярусна дзвіниця із видовженим шатром, увінчаним цибулястою банькою. Храм мав вміщати до 3000 осіб, його висота мала скласти близько 56,5 м, дзвіниці — понад 65 м, тобто нова Троїцька церква мала розмірами конкурувати з 60-метровим Миколаївським костелом.
Однак, кошторисна вартість проєкту Єрмакова — близько 189 тис. рублів — виявилася на перший погляд завеликою для фінансової спроможності парафії. Комітет звернувся до архітектора Володимира Ніколаєва, який у 1903 році підготував альтернативний проєкт церкви, кошторис якого склав 103 653 рублі. За проєктом Ніколаєва Троїцька церква мала значно скромніший вигляд, була меншою за розмірами, без дзвіниці, увінчаною шатровою банею із чотирма цибулястими баньками; висота споруди мала скласти понад 40 м.
Київська духовна консисторія, яка мала погодити проєкт, віддала перевагу проєкту Єрмакова і дозволила реалізувати його в дві черги: спершу — основний об'єм, потім — дзвіниця, втім, будівельний комітет продовжував шукати інші варіанти. К 1907 році вони замовили проєкт церкви інженеру Василю Листовничому, однак консисторія та Святійший Синод не виявили у новому проєкті жодних переваг, як художніх, так і економічних, перед проєктом Єрмакова. Наступного, 1908 року комітет за допомоги Санкт-Петербурзького Товариства Архітекторів організував всеросійський архітектурних конкурс на проєкт нової Троїцької церкви. На конкурс подали 9 проєктів, з яких першу премію отримав проєкт студента Петербурзького інституту цивільних інженерів Анатолія Самойлова. Проте будівельному комітету сподобався проєкт художника-архітектора Дмитра Крижанівського, що посів друге місце. Впродовж 1909—1910 років із Крижанівським вели перемовини щодо керівництва будівними роботами, але не дійшли згоди у питанні про гонорар, тому зрештою комітет мусив повернутися до первісного проєкту Єрмакова.
Урочисте закладання нової Троїцької церкви відбулося у вересні 1911 року. Будівельні роботи почалися досить жваво, але із початком Першої світової війни будівництво значно уповільнилося, а після встановлення в Києві радянського режиму і зовсім припинилося, встигли звести лише основний об'єм та бічні баньки. На початку 1930-х років недобудовану церкву розібрали на цеглу.

### Троїцька церква у радянські часи
Більшовики, прийшовши до влади, націоналізували всі культові споруди Києва. У вересні 1920 року міська влада зареєструвала парафію Троїцької церкви та віддала їй храм у користування. Парафія Троїцької церкви належала до так званої традиційної «старослов'янської» конфесії (на відміну від представників обновленського руху).
1927 року під сходами на дзвіницю Троїцької церкви мистецтвознавець Василь Іщенко знайшов картину Лукаса Кранаха Старшого «Адам і Єва».
На початку 1930-х років церкву закрили, станом на 1934 рік під назвою «Троїцько-Либідська» вона значиться в «списку всіх закритих церков м. Києва». Пізніше будівля церкви використовувалася «під господарські потреби», тоді ж з церкви зняли хрести та цибулясті баньки-завершення.
У роки нацистської окупації Свято-Троїцьку церкву відкрили для богослужінь, у 1942—1943 роках навіть частково відремонтували. Після звільнення Києва від нацистів у 1944 році заново проведене облицювання лівої стіни церкви, наступного, 1945 року відновили баню церкви та замінили несучі конструкції даху. Проте міська влада значно зменшила церковну територію, побудувавши у східній частині ділянки літній кінотеатр і гаражі.
У післявоєнний період церква мала три престоли і 42 ікони, з яких 23 були позначені як «старі» (на дереві і на полотні). Серед особливо шанованих: ікони Божої Матері «Семистрільна», преподобного Серафима Саровського, «преподобних палестинських» та Корсунської Божої Матері.

### Знищення
У липні 1960 року Уповноважений у справах Православної церкви при Раді Міністрів УРСР надав висновок, у якому зазначалося, що Троїцька церква має численну і впливову громаду з мешканців Московського і Печерського районів, а за кількістю церковних треб займає друге місце після Володимирського собору. На той час причт церкви складався з трьох священників та одного диякона, при церкві діяв хор. Незважаючи на такий висновок, міська влада продовжила відбирати в Троїцької церкви землі та майно, зокрема, передала наприкінці 1960 року житловому районному управлінню два колишні церковні будинки із прилеглою територією на Великій Васильківській та Жилянській вулицях. 25 вересня 1962 року міська влада під приводом реконструкції Великої Васильківської вулиці рішенням № 1606 припинила укладений із парафією 28 вересня 1944 року договір про оренду церковної будівлі та ухвалила знесення Троїцької церкви. У жовтні того ж року знесення церкви погодила Рада у справах Російської Православної церкви при Раді Міністрів СРСР, а 23 липня 1963 року виконком Київської міської ради ухвалив рішення № 1113 про знесення церкви, яке того ж року здійснили за одну ніч силами військових. До того 19 червня 1963 року міськвиконком зняв з реєстрації парафію Троїцької церкви, об'єднавши її з парафією Вознесенської церкви на Деміївці.
На місці Троїцької церкви у 1965—1969 роках звели перший у Києві 16-поверховий житловий будинок (№ 51/4), східну частину колишньої церковної садиби зайняло внутрішнє подвір'я середньої школи № 145 (сучасний Природничо-науковий ліцей № 145 за адресою вул. Шота Руставелі, 46), зведеної у 1950-х роках.

## Відродження храму

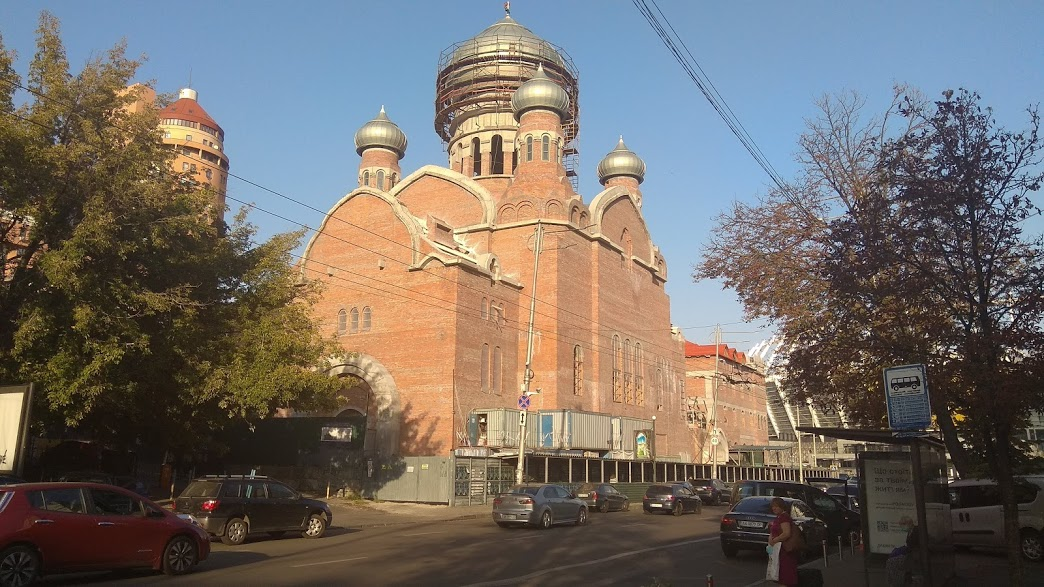
Будівництво Троїцької церкви, вересень 2020 року

У 2011 році Київрада ухвалила рішення про передачу ділянки площею в 0,38 га на розі між вулицями Шота Руставелі і Жилянської на користь громади Української Православної церкви під зведення зруйнованої Троїцької церкви.
25 вересня 2011 року на місці зруйнованого храму була звершена перша божественна літургія. З благословення митрополита Київського і всієї України Володимира богослужіння очолив професор протоієрей Віталій Косовський. 13 червня 2015 року розпочалися будівельні роботи з відтворення храму за проєктом архітектора Ольги Кругляк, згодом скоригованому архітектором Олегом Калиновським та інженером Іваном Деченком.
25 червня 2021 року Митрополит Київський і всієї України Онуфрій освятив хрести, які після цього були встановлені на головну та бічні бані храму
Парафію Троїцької церкви очолює протоієрей Костянтин Курбанов. При церкві діє культурно-просвітницький центр, недільна школа для дітей і дорослих.
Новий храм, як і знесений у 1930-ті оригінал, зводиться в еклектичному стилі, подібному до московського узороччя, що викликає  негативний відгук в українському суспільстві.

## Священники
- близько 1858 — Євфимій Ботвиновський[6]
- 11 жовтня 1873 — 1 листопада 1897 — протоієрей Колосов Олексій Михайлович, настоятель[28]
- 1897 — 1910-ті — протоієрей Вишемирський Митрофан Григорович, настоятель[8]
  - 1898 — 1910-ті — Колтоновський Микола Олександрович, другий священник[8]
- кінець 1920-х — до 1936 — архімандрит Вишняков Олександр Васильович[29]
- 1950-ті — Скорогустижний Микола Іванович[8]
- ? — 1962 — Вертоградський М. Н., останній настоятель Троїцької церкви[8]

## Відомі парафіяни
Парафіянином храму був історик Володимир Антонович, що мешкав неподалік. Володимир Антонович оселився на Новій Забудові ще у 1860-х роках, а у 1880-х роках збудував власний будинок на розі вулиць Кузнечної (нині його імені) та Жилянської, де й мешкав до свої смерті 1908 року.

## Цікаві факти
Настоятелем храму був відомий у свій час священник отець Юхим Ботвиновський (1822—1873) — герой міських переказів, увічнений у «Печерських антиках» Миколи Лєскова. З храмом була пов'язана одна таємниця самого священика — коли померла його дружина, він поховав її власноруч у невеликому підземному склепі храму.